# Die Maske fällt
Die Maske fällt ist ein 1930 gedrehtes deutschsprachiges US-Spielfilmdrama von Wilhelm Dieterle. Die Hauptrollen spielen Lissy Arna und Anton Pointner. Der Geschichte liegt das Bühnenstück Sin Flood von Henning Berger zugrunde.

## Handlung
New Orleans. Ein heftiger Tornado weht über die Stadt an der Mississippimündung und flutet nach einem Dammbruch weite Teile der Wohngebiete. Achtzehn Menschen, Besucher und Angestellte einer betonierten Big-Easy-Kellerbar in der Altstadt, sind plötzlich vom Rest der Welt abgeschnitten, ihr Leben bedroht. Auf Hilfe ist nicht zu hoffen, da niemand da draußen von ihrem gefährlichen Missgeschick weiß. Die größte Gefahr ist: bald geht ihnen angesichts der vom Wirt einst angebrachten hermetisch schließenden Türen der Sauerstoff aus und man droht in nur wenigen Stunden zu ersticken. Die Protagonisten, die noch kurz zuvor beschwingt und heiter miteinander gesprochen und geflirtet haben, werden von Angst und Panik erfasst. Im Zentrum der nachfolgenden Geschichte stehen die junge Bardame Peggy, die von dem Gast Mr. Scott angeschmachtet wird, der eigenbrötlerische Arzt Dr. White und schließlich die Familie Fuller, die die Verlobung ihrer Tochter Daisy mit dem gleichfalls anwesenden Mr. Brown feiern möchte.
Bald zeigen die Charaktere im Angesicht des drohenden Todes ihr wahres Gesicht: Die Maske fällt, wie der Filmtitel verheißt. Manche geben sich der Völlerei hin und stopfen wie der Bettler alles in sich hinein, was sie schlucken können. Andere wiederum besaufen sich bis ins Koma oder tanzen wie Derwische im Fieberwahn. Der Arzt kapselt sich von den anderen ab und führt merkwürdige Berechnungen durch, denen zufolge der Sauerstoff noch für sechs Stunden reicht. Es wird geflucht, es wird gebetet, es wird gejammert. Es gibt aber auch Menschen, hinter deren Maske des Alltags Gutes schlummert: Sie überdenken ihr Leben und beginnen ihre Fehler der Vergangenheit zu erkennen und zu bereuen und geloben, sich zu bessern, sollten sie dieses Inferno überleben. Dann endlich naht die Rettung, wider Erwarten. Und kaum im Leben zurück, sind alle guten Vorsätze, sollte es sie jemals gegeben haben, sofort vergessen und man nimmt das alte Leben und die alten Fehlverhalten wieder auf. Nur Peggy und Scott haben sich offensichtlich im Angesicht dieser Katastrophe gefunden und beschließen, zusammenzubleiben.

## Produktionsnotizen
Die Maske fällt war der deutsche Versionenfilm von Frank Lloyds The Way for All Men mit Douglas Fairbanks junior, Dorothy Revier und Noah Beery in den Hauptrollen. Die Maske fällt entstand im Oktober 1930 in den Warner Studios in Hollywood und wurde am 2. März 1931 in Berlins Tauentzienpalast uraufgeführt. 

## Kritik
Die Österreichische Film-Zeitung schrieb: „Der Film „Die Maske fällt“ enthüllt das wahre Gesicht verschiedener Menschentypen in den Stunden, wo sie sich unrettbar dem Verderben preisgegeben glauben. (…) Der von Wilhelm Dieterle mit großer Kunst inszenierte … Film … ist ein außerordentlich fesselndes Werk, das allgemein interessieren wird.“